# Sporetus variolosus
Sporetus variolosus es una especie de escarabajo longicornio del género Sporetus, tribu Acanthocinini, subfamilia Lamiinae. Fue descrita científicamente por Monné en 1998.
La especie se mantiene activa durante los meses de abril, mayo, julio, agosto, septiembre, octubre y diciembre.

## Descripción
Mide 6-9,2 milímetros de longitud.

## Distribución
Se distribuye por Brasil, Ecuador y Guayana Francesa.